# Fiume Tacina
Fiume Tacina este o arie protejată (arie specială de conservare — SAC, sit de importanță comunitară — SCI) din Italia întinsă pe o suprafață de 1.202 ha, integral pe uscat.

## Localizare
Centrul sitului Fiume Tacina este situat la coordonatele 39°09′08″N 16°42′40″E / 39.152222°N 16.711111°E.

## Înființare
Situl Fiume Tacina a fost declarat sit de importanță comunitară în septembrie 1995 pentru a proteja 8 specii de animale. Situl a fost protejat și ca arie specială de conservare în aprilie 2016.

## Biodiversitate
Situată în ecoregiunea mediteraneană, aria protejată conține 10 habitate naturale: Liziere de ierburi înalte hidrofile de câmpie și de nivel montan până la alpin, Păduri de pin (sub-) mediteraneene cu pini negri endemici, Păduri de fag din Apenini cu Abies alba și păduri de fag cu Abies nebrodensis, Păduri aluvionare cu Alnus glutinosa și Fraxinus excelsior (Alno-Padion, Alnion incanae, Salicion albae), Fânețe de joasă altitudine (Alopecurus pratensis, Sanguisorba officinalis), Pajiști uscate seminaturale și facies de acoperire cu tufișuri pe substraturi calcaroase (Festuco-Brometalia) (* situri importante pentru orhidee), Ape stătătoare oligotrofe până la mezotrofe, cu vegetație de Littorelletea uniflorae și/sau de Isoëto-Nanojuncetea, Formațiuni ierboase bogate în specii de Nardus, dezvoltate pe substraturi silicioase în zone montane (și în zone submontane, în Europa continentală), Cursuri de apă de la nivel de câmpie la nivel montan, cu vegetație Ranunculion fluitantis și Callitricho-Batrachion, Păduri panonice-balcanice de stejar turcesc - stejar sesil.
La baza desemnării sitului se află mai multe specii protejate:
- păsări (3): sfrâncioc roșiatic (Lanius collurio), ciocârlie de pădure (Lullula arborea), mărăcinar (Saxicola rubetra)
- amfibieni (1): Salamandrina terdigitata
- mamifere (2): lupul (Canis lupus), vidră de râu (Lutra lutra)
- nevertebrate (1): Cordulegaster trinacriae
- reptile (1): șarpele cu patru dungi (Elaphe quatuorlineata)

Pe lângă speciile protejate, pe teritoriul sitului au mai fost identificate 22 de specii de plante, 6 specii de amfibieni, 2 specii de mamifere, 2 specii de reptile.